# Józef Eryk Natanson
Józef Eryk Natanson (ur. 8 kwietnia 1855 w Warszawie, zm. 5 lutego 1929 tamże) – polski przedsiębiorca, przyrodnik, organizator cukrownictwa, finansista, działacz społeczny żydowskiego pochodzenia.

## Życiorys
Urodził się jako syn Henryka i Józefy May. Miał rodzonego brata Kazimierza Eryka oraz ośmioro przyrodniego rodzeństwa, spośród którego wyróżnił się Antoni Eryk, ginekolog. Uczył się w II Gimnazjum w Warszawie, a następnie ukończył studia na Wydziale Matematyczno-Przyrodniczym Uniwersytetu Warszawskiego uzyskując stopień kandydata nauk przyrodniczych. Od 1877 pracował w rodzinnym domu bankowym założonym przez dziadka, Samuela „S. Natanson i Synowie”, a po śmierci ojca w 1895 objął, wraz z bratem Kazimierzem, jego kierownictwo. Był jednym z inicjatorów założenia w r. 1882 czasopisma „Wszechświat”, przez pewien czas należał do komitetu redakcyjnego tego pisma i publikował w nim wiele artykułów z dziedziny przyrody. W latach 1883–1885 przebywał na zesłaniu w guberni wołogodzkiej za zamieszczenie w „Kurierze Warszawskim” notatki o przekazaniu na cel dobroczynny pewnej kwoty z powodu radosnej nowiny o spoliczkowaniu Aleksandra Apuchtina. Po powrocie do kraju administrował przez wiele lat cukrowniami w Sannikach i Modelu, a następnie stał na czele zarządu Akcyjnego Towarzystwa Fabryk Cukru. W latach 1885–1893 redagował dział cukrownictwa w „Przeglądzie Technicznym”. W latach 1887–1896 był członkiem zarządu, a od 1901 do śmierci wiceprezesem Warszawskiego Towarzystwa Kopalń Węgla i Zakładów Hutniczych. W latach 1897–1918 był członkiem komitetu Kasy im. Józefa Mianowskiego, pełniąc przez wiele lat również funkcję skarbnika. W latach 1906–1915 członek Towarzystwa Kursów Naukowych w Warszawie, od 28 XII 1905 do 26 VI 1907 także członek Zarządu TKN. W okresie I wojny światowej był od sierpnia 1914 członkiem Komitetu Obywatelskiego miasta Warszawy i przewodniczącym Wydziału Finansowo-Gospodarczego tego Komitetu. W 1916 został członkiem prezydium, a następnie członkiem Komisji Likwidacyjnej Komitetu.
W kwietniu 1918 został mianowany przez Radę Regencyjną członkiem Rady Stanu w 1918 roku. Był człowiekiem bardzo towarzyskim i znanym z talentu układania kalamburów. Bardzo zamożny, udzielał wielu ludziom w dyskretny sposób pomocy materialnej. Zmarł w Warszawie w stanie bezżennym. Pochowany został na cmentarzu Żydowskim przy ul. Okopowej w Warszawie.